# Arne Kopfermann
Arne Kopfermann (* 1. August 1967 in Erlangen) ist ein deutscher christlicher Liedermacher, Musiker, Musikproduzent und Sachbuchautor.

## Leben
Kopfermann wuchs in Hamburg als Sohn des Pastors Wolfram Kopfermann auf. Er studierte Soziologie mit Schwerpunkt Medien in Hamburg und Frankfurt sowie Theologie an der University of the Nations in Kona/Hawaii und am Anskar-Kolleg in Hamburg. Außerdem studierte er Popularmusik an der Hochschule für Musik und Theater in Hamburg.
Lange Jahre war Kopfermann musikalischer Leiter der Gemeindemusikarbeit der Anskar-Kirche in Hamburg. Er komponierte und textete ca. 1.000 in der GEMA registrierte Werke, schrieb sie mit und für Daniel Kallauch, Ijakka, Sharona, Albert Frey, Daniel Harter, Dania König, Sam Samba, Sammy Jersak, Sefora Nelson, Anja Lehmann, Samuel Harfst, Chris Mühlen, Kris Madarász, Benjamin Gail, Gaetan Roy, Hauke Hartmann, Yasmina Hunzinger, Nelli Jakobi, Jessica Gall, Wayne Morris u. a. und veröffentlichte diverse nationale Projekt-CDs.

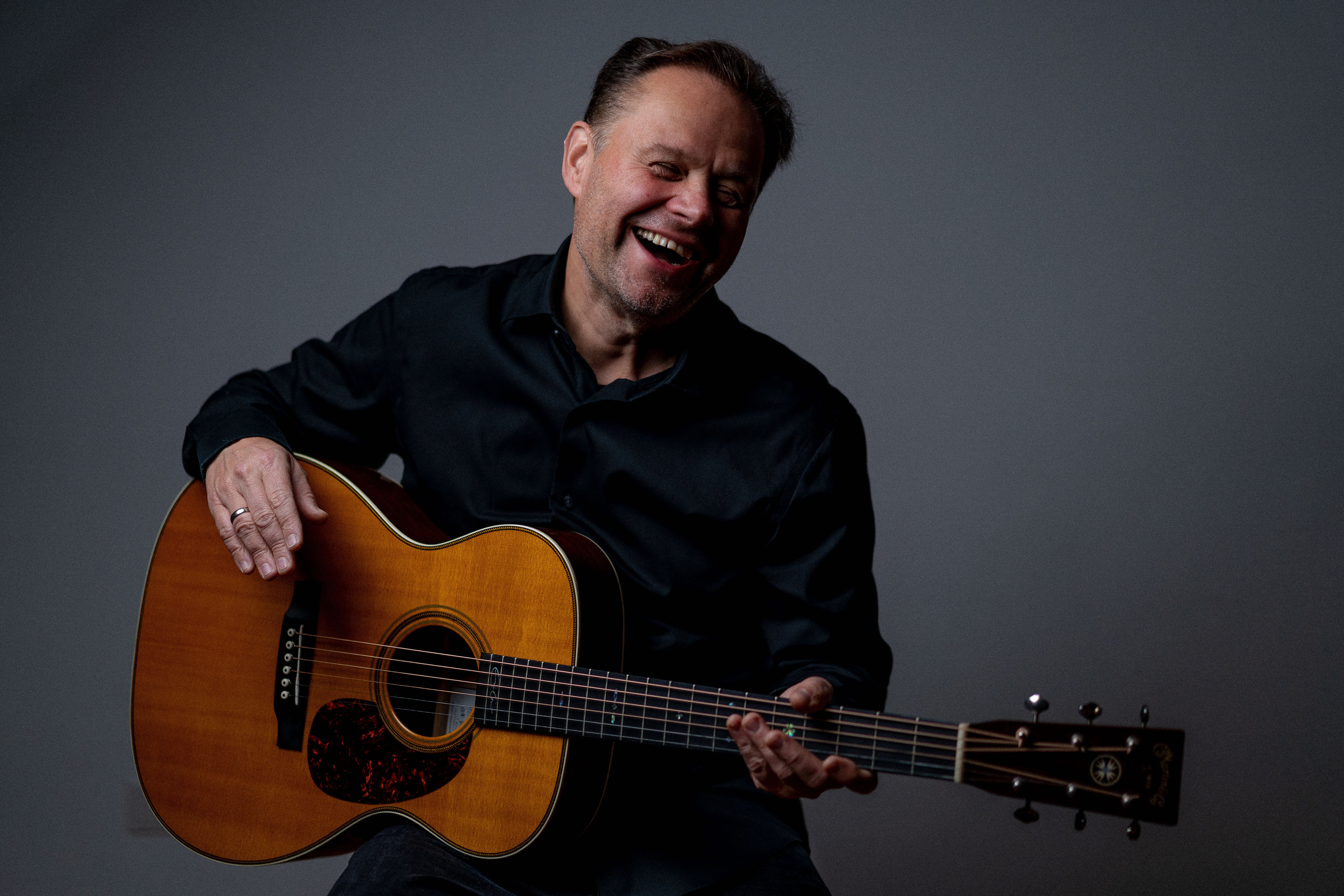
Arne Kopfermann

Von 1999 bis 2002 war er Leiter des christlichen Musiklabels Projektion J Music House in Aßlar, von 2002 bis 2010 verantwortete er als A&R-Director und Head of Distribution die Abteilungen Pop und Praise & Worship beim Verlag Gerth Medien in Aßlar. Seit 2008 arbeitet er überwiegend als Freiberufler und ist zu Seminaren, Konzertlesungen und Konzerten im deutschsprachigen Raum unterwegs.
Als Sänger, Gitarrist, Texter, Komponist, Buchautor, Referent und Produzent tritt er vielfach auf, teilte mit Gregor Meyle, Michael W. Smith, Newsboys, Casting Crowns, Matt Redman, Martin Smith, Paul Colman, Larry Norman, Claas P. Jambor, Someday Jacob, Sara Lorenz, Sefora Nelson, Noel Richards, Brian Doerksen, Graham Kendrick der Outbreak Band und vielen anderen die Bühne. Er veröffentlichte unter seinem eigenen Namen im Bereich des „modernen Gemeindeliedgutes“ sowie mit konzertanter Musik bisher 22 Soloalben. Sein neuestes Werk Gerecht Leben erschien im Januar 2025 rein digital.
Kopfermann war Initiator der Ichthys Worship Night in Frankfurt, die von 2002 bis 2010 sechsmal im Jahr stattfand. Seit 2005 ist er gemeinsam mit Judy Bailey Musikbotschafter der Hilfsorganisation World Vision Deutschland, seit 1999 Dozent der Worship Academy in Altensteig. Im Sommer 2006 trat er als Musiker bei der von Noel Richards initiierten Großveranstaltung Calling All Nations in Berlin auf.
Arne Kopfermann ist verheiratet und hat einen Sohn. Den Unfalltod seiner zehnjährigen Tochter Sara (2014) verarbeitete er 2017 auf einer Doppel-CD und im Buch Mitten aus dem Leben - Wenn ein Sturm Deine Welt aus den Angeln hebt; die Folgen für seine weitere Gottesbeziehung beschrieb er 2020 in der Buch‐/CD‐Kombi Auf zu neuen Ufern - Befreit zu einem ehrlichen Glauben, der trägt. Im März 2025 erschien sein Andachtsbuch "Zeig uns den wahren Jesus - 52 Andachten über die Kunst, in Lebens- und Glaubensfragen tiefer zu graben".

## Veröffentlichungen
- Das Lobpreis-ABC. Fundamente für eine ausgewogene Lobpreispraxis, Asaph-Verlag, Lüdenscheid 1996, ISBN 978-3-931025-09-0.
- Kopfermann 1988–1998. 50 Songs, Asaph-Verlag, Lüdenscheid 1998, ISBN 978-3-931025-54-0.
- Wer ist ein Gott wie du? 52 Andachten zu bekannten Lobpreis-Songs, Projektion J, Aßlar 2003, ISBN 978-3-89490-481-4.
- Das Geheimnis von Lobpreis und Anbetung. Das Handbuch für die Praxis, Projektion J, Aßlar 2001, ISBN 978-3-89490-336-7.
- Das Geheimnis von Lobpreis und Anbetung (Überarbeitete und erweiterte Neuausgabe), C&P Verlag, Glashütten 2009, ISBN 978-3-86770-121-1.
- Mitten aus dem Leben. Wenn ein Sturm deine Welt aus den Angeln hebt, Gerth Medien, Aßlar 2017, ISBN 978-3-95734-237-9.
- Tauch mich ein in den Strom deines Lebens - Liedtexte aus 20 Jahren. Media Kern, Wesel 2017, ISBN 3-8429-3559-5, ISBN 978-3-8429-3559-4.
- Auf zu neuen Ufern. Befreit zu einem ehrlichen Glauben, der trägt, Gerth Medien, Aßlar 2020, ISBN 978-3-95734-672-8.
- Zeig uns den wahren Jesus - 52 Andachten über die Kunst, in Lebens- und Glaubensfragen tiefer zu graben, Wetzlar 2025, ISBN 978-3-98695-073-6.

## Diskografie (Auswahl)
- Im Glanz Deiner Heiligkeit, Colour Collection 1990
- Voice of Unity, Colour Collection 1992
- Writing on the Wall, Pila Music 1996
- Mit Deinen Augen, Colour Collection 1996
- Voll Sehnsucht, Asaph Musik 1997
- RMC feat. Gospelfloor, Pila Music 1997
- Er macht frei, Gerth Medien 1998
- Hör mir zu, Asaph Musik 1998
- Die Singles, Asaph Musik 1999
- Changes, Gerth Music 1999; Neuauflage als The Heart of Worship, Gerth Medien 2004
- Erwecke uns, Gerth Medien 2000
- Anbetung & Erweckung 2000, Live mit Albert Frey, Norm Strauss CAN, Gerth Medien 2000
- In Love with Jesus Vol. 1 – Vol. 8, Gerth Medien 2001–2008
- Es gibt einen Ort zum Beten Vol. 1, Live, Gerth Medien 2002
- Kopfermann Collection, Pop Songs Best Of, Gerth Medien 2002
- 1000 Gründe, Gerth Medien 2003
- Song of Heaven (englischsprachig mit Lothar Kosse, Albert Frey) Gerth Medien 2003
- Arne Kopfermann – Von ganzem Herzen, Lobpreis Songs Best of 1994–2004, Gerth Medien 2004
- Es gibt einen Ort zum Beten Vol. 2, Live, Gerth Medien 2004
- Arne Kopfermann – Vergiss es nie, Gerth Medien Juni 2005
- Es gibt einen Ort zum Beten Vol. 3, Live, Gerth Medien 2007
- Arne Kopfermann & Friends – Geheimnisvoller Gott, Gerth Medien 2008
- Arne Kopfermann – Über dem Meer, Gerth Medien 2009
- Liebeslied, Gerth Medien 7/2009
- Ich werde still (Zum Jahr der Stille), Gerth Medien 9/2009
- In Love with Jesus – Ewig treuer Gott, Gerth Medien 9/2009
- Wenn der Tag kommt, Debütalbum von Sefora Nelson,  Gerth Medien 3/2010
- Arne Kopfermann – Storys, Gerth Medien 9/2010
- Gott unserer Städte, Gerth Medien 1/2011
- Du bist erhoben, Gerth Medien 1/2011
- Ich werde still Vol. 2, Gerth Medien 7/2011
- Ich bin bei Dir, Gerth Medien 9/2011
- Allein Deine Gnade, Gerth Medien 1/2012
- Du allein rettest mich, Gerth Medien 1/2013
- Arne Kopfermann & Friends – Wenn ich nur Worte hätte, Gerth Medien 9/2012
- Ich bin bei Dir Vol. 2, Gerth Medien 1/2013
- So groß ist der Herr – Deine Liebe bleibt, Gerth Medien, 1/2014
- Wir beten an (orange), SCM Hänssler, 1/2014
- Arne Kopfermann – Weiter Weg, SCM Hänssler, 7/2014
- So groß ist der Herr – In Deinem Haus, Gerth Medien, 9/2014
- Anbetung zu Weihnachten – Du bist Liebe, Gerth Medien, 9/2014
- Wir beten an (grün), SCM Hänssler, 1/2015
- Warum mein Herz so an Dir hängt, Gerth Medien, 2/2015
- Liebe ohne Ende, Gerth Medien, 9/2015
- Feiert Jesus – Sein Wort, mein Lied, SCM Hänssler, 1/2016
- Dir gebührt die Ehre, Anbetungs Klassiker, Gerth Medien, 1/2016
- Feiert Jesus – Duette der Anbetung, SCM Hänssler, 9/2016
- Gnade lädt mich ein, SCM Hänssler, 9/2017
- Arne Kopfermann – Mitten aus dem Leben, SCM Hänssler, 9/2017
- Dir gehört mein Lob – Anbetungs Klassiker, Gerth Medien, 1/2018
- Arne Kopfermann – Auf zu neuen Ufern, 07/2020
- Arne Kopfermann – Licht am Horizont, 03/2023
- Arne Kopfermann – Gerecht Leben (Deluxe Version, digital only), 01/2025
- Arne Kopfermann – Blutrot (Early Tapes EP, digital only), 04/2025
- Arne Kopfermann – Weil er mich liebt (Early Tapes EP, digital only), 05/2025